# Искал (половецкий хан)
Искал (Сокал; ? — 1064 год) — половецкий хан в 1060-х годах.

## Биография
Совершал набеги на русские земли, начав военные действия первым из половецких ханов.
Зимой 1061 года привёл воинов в пределы Переяславского княжества, начал разорение сёл и пленения людей. Разгромил в битве вышедшего к нему навстречу с воинами князя Всеволода Ярославича и двинулся вглубь княжества, разоряя деревни и захватывая пленных. .
В ноябре 1064 года совершил новый поход, но был разбит Изяславом Ярославичем. В битве половцы потерпели поражение и понесли большие потери, более 12 тысяч. Среди убитых воинов были хан Искал и другие ханы. 

## Память
Его имя предположительно дало название племени эскелов.